# アケメネス
アケメネス（Achaemenes、古代ギリシア語: Ἀχαιμένης アカイメネース、古代ペルシア語: 𐏃𐎧𐎠𐎶𐎴𐎡𐏁 Haxāmaniš ハカーマニシュ）は、アケメネス朝の王家の氏族の始祖とされる、半ば伝説中の人物。その事績は伝わっていない。
なお、クセルクセス1世の兄弟（または息子）とされる同名の人物で、エジプトのサトラップがいる。

## 名称
古代ペルシア語での名前は「ハカーマニシュ」で、通常は「*haxā-」（友、アヴェスター語 haxay-）と「manah-」（心）からなり、「友人の心を持つ」という意味だと伝統的には理解されているが、異論もある。「アケメネス」はギリシア語形をラテン語化した形にもとづく。

## 人物

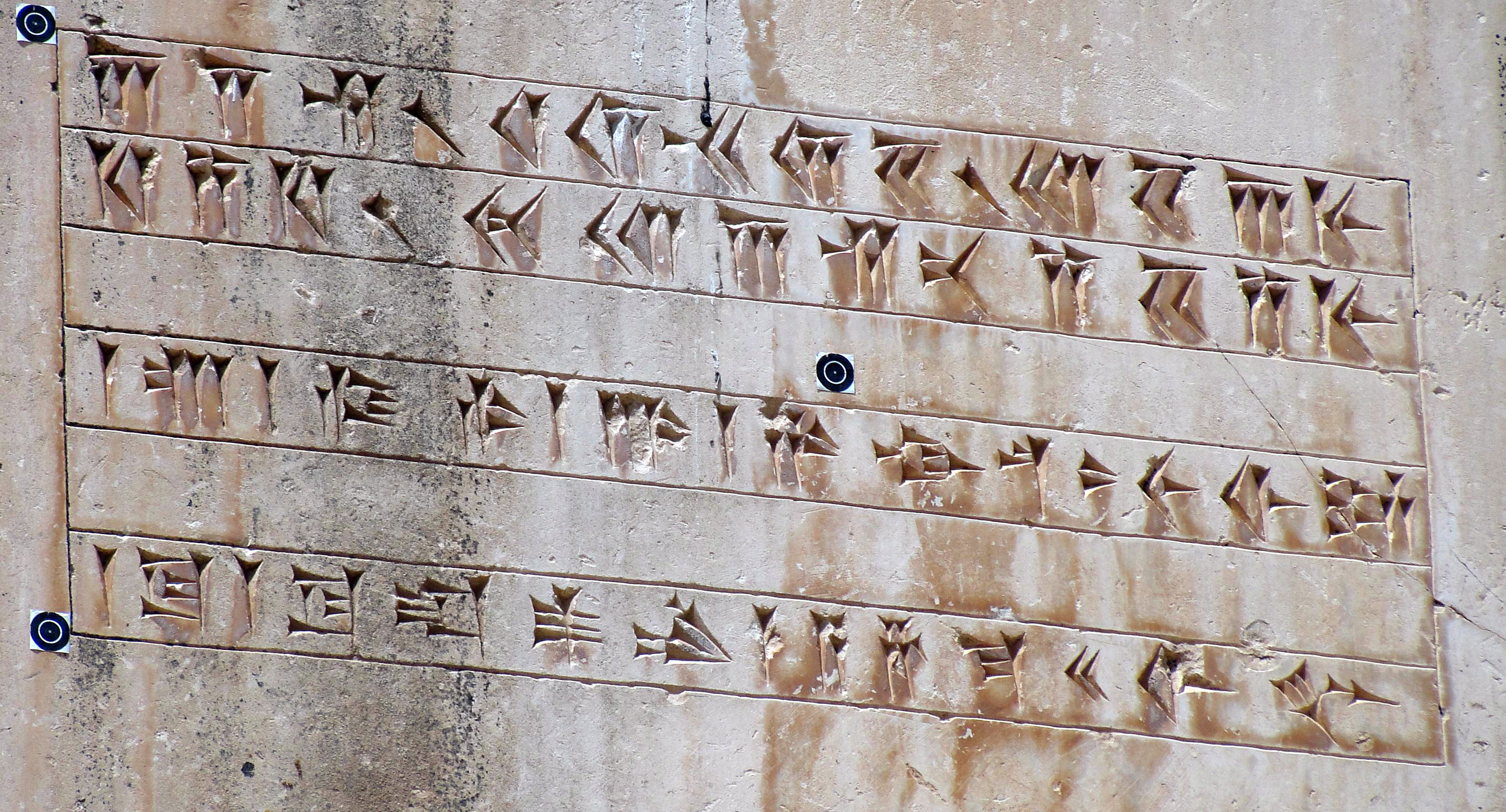
パサルガダエの碑文。上二行に古代ペルシア語で「私はキュロス、アケメネスの王」と記す

ベヒストゥン碑文ではアケメネスをテイスペスの父としている。
ヘロドトスの『歴史』7.11 でクセルクセス1世の家系について述べる箇所では、混乱が見られるものの、やはりアケメネスをテイスペスの父としている。
しかし、キュロス・シリンダーではキュロス2世は自らをテイスペスの子孫と述べているにもかかわらず、アケメネスについては何も記していない。このため、ベヒストゥン碑文に記す系図は、出自の怪しいダレイオス1世による捏造の疑いがある。
一般に、アケメネス家の人（Haxāmanišiya）を自称するようになったのはダレイオス1世からである。唯一、パサルガダエのキュロス2世の古代ペルシア語碑文には、自分がアケメネス家の人であることを述べているが、この碑文はキュロス2世ではなくダレイオス1世の時代に作られた可能性が高い。
アケメネスが実際にテイスペスの父であったとしても、彼が何をしたかはまったく不明である。

## 伝説
伝プラトン『アルキビアデスI』では、アケメネスをペルセウスの子孫としている。
アイリアノス『動物の特性について』12.21 では、アケメネスが鷲に育てられたという伝説を伝える。